# Человек-паук (телесериал)
Человек-паук (яп. スパイダーマン Supaidāman), также известен как «Японский человек-паук» — японский телесериал о супергероях в жанре токусацу от компании Toei, основанный на персонаже Marvel Comics Человеке-пауке. Был создан в соответствии с контрактом, согласованным продюсером Джином Пелком. Сериал состоял из 41 эпизода и транслировался на канале Tokyo Channel 12 с 17 мая 1978 года по 14 марта 1979 года. Релиз первого эпизода состоялся на кинофестивале Тоэй Манга Мацури 22 июля 1978 года. С 5 марта по 24 декабря 2009 года Marvel разместила на своём веб-сайте все 41 эпизода с английскими субтитрами.
В то время как версия Toei в лице Такуи Ямасиро / Человека-паука (в исполнении Синдзи Тодо) носила тот же костюм, что и классическая версия из комиксов Marvel, предыстория персонажа существенно отличалась от исходного материала. В дополнение к одиночным сражениям, данное воплощение Человека-паука пилотировало гигантского меха, известного как «Леопардон», которого он вызывал для поединков с выросшими монстрами из сериала. Впоследствии Toei переняла концепцию гигантского робота для своей франшизы Super Sentai. В последующие годы Ямасиро появился в сюжетных линиях комиксов Spider-Verse и Spider-Geddon и ожидался, но так и не появился в анимационном фильме «Человек-паук: Паутина вселенных», продолжении картины «Человек-паук: Через вселенные», действие которого разворачивается во франшизе «Spider-Verse».

## Сюжет
Молодой мотогонщик Такуя Ямасиро становится свидетелем падения на Землю НЛО, космического военного корабля под названием «Чудотворец». Отец Такуи доктор Хироси Ямасиро, являющийся космическим археологом, расследует это дело, но погибает при обнаружении космического корабля. Инцидент привлекает внимание профессора Монстра и его злой армии Железного Креста (鉄十字団, Тетсу Дзюдзи Дан), инопланетной группы стремящейся подчинить вселенную.
Такуя следует за своим отцом на борт «Чудотворца» и обнаруживает Гарию, последнего выжившего воина Планеты Паук, мира, который был уничтожен профессором Монстром и армией Железного Креста. Гария объясняет, что он охотился на профессора Монстра и искал человека, который мог бы продолжить его дело. Он впрыскивает Такуе немного своей собственной крови, дарующей юноше паукоподобные способности. Затем Гария отдаёт Такуе браслет, который активирует его костюм Защитника-паука, предоставляет доступ к паутине и управлению кораблём «Чудотворец» (который также может трансформироваться в гигантского боевого робота под названием «Леопардон»). Используя свои силы, Такуя сражается с армией профессора Монстра и другими угрозами Земле под именем Человек-паук.